# Bizmutyl
Bizmutyl, BiO+
 − dawna, nieprawidłowa nazwa hipotetycznego jednowartościowego kationu, zawierającego bizmut na III stopniu utlenienia, powstającego w wyniku hydrolizy soli bizmutu(III). 
Przykładem związku uznawanego dawniej za zawierający kation bizmutylowy jest chlorek bizmutylu, Bi(O)Cl.
W związkach tego typu występuje w rzeczywistości jon Bi
6O
4(OH)6+
4. IUPAC w 1941 r. dla związku Bi(O)Cl zalecał nazwy „tlenochlorek bizmutu” lub „chlorek bizmutylu”, jednak w 1960 r. uznał nazwę „bizmutyl” (podobnie jak „antymonyl”) za nieprawidłową, zalecając stosowanie nazwy „chlorek tlenek ...”, np. chlorek tlenek bizmutu.